# Калдярв Арві Фердинандович
Арві Фердинандович Калдярв (15 грудня 1912, тепер Естонія — ?) — радянський естонський діяч, шахтар, прохідник шахти «Кукрузе» Естонської РСР. Депутат Верховної Ради СРСР 4-го скликання.

## Життєпис
Навчався в початковій школі. З 1926 року працював на лісозаготівлях, був найманим сільськогосподарським робітником.
Під час народження отримав ім'я Олександр Едуард Кляйн (ест. Aleksander Eduard Klein). У 1930-ті роки, під час політики «естонізації» поміняв ім'я на Арві і разом з іншими членами родини змінив прізвище на Калдярв (Калд'ярв, ест. Kaldjärv).
З 1936 року — шахтар, вибійник шахти «Кукрузе» міста Кохтла-Ярве.
Під час німецько-радянської війни в 1941 році був евакуйований до міста Молотовська Архангельської області. З 1942 по 1945 рік служив розвідником 3-ї батареї та гарматним номером 2-ї батареї в 779-му артилерійському полку 249-ї стрілецької дивізії Естонського стрілецького корпусу Червоної армії.
З 1945 року — прохідник, наваловідбійник шахти «Кукрузе» міста Кохтла-Ярве Естонської РСР, брав участь у стахановському русі.
Подальша доля невідома.

## Нагороди
- медаль «За відвагу» (7.04.1945)
- медаль «За перемогу над Німеччиною у Великій Вітчизняній війні 1941—1945 рр.» (1945)
- медаль «За трудову доблесть» (1950)
- медаль «За трудову відзнаку» (1952)
- медалі